# Спроус, Дилан
Ди́лан То́мас Спроус (Спра́ус; англ. Dylan Thomas Sprouse; род. 4 августа 1992, Ареццо, Италия) — американский актёр, брат-близнец актёра Коула Спроуса.

## Биография и карьера
Дилан Спроус родился на 15 минут раньше брата. Он был назван в честь валлийского поэта и писателя Дилана Томаса (1914—1953). Писавший по-английски (а не по-валлийски) Дилан Томас оказал огромное влияние на всю англоязычную культуру второй половины XX века, и значительно поспособствовал популярности прежде очень редкого валлийского имени Дилан, которое сегодня также носят актёры Дилан О’Брайен, Дилан Спрейберри, Дилан Моран и Дилан Миннетт.
Вместе с братом Дилан Спроус очень рано начал карьеру в кино, снимался в рекламе, телевизионных сериалах, фильмах (в эпизодических ролях). Братья всегда либо появлялись в фильмах вместе, либо даже играли одну роль на двоих.
В 1999 году Дилан сыграл в комедии «Большой папа». Его актёрский дуэт с Адамом Сэндлером был номинирован на премию телеканала MTV. В том же году актёра можно было увидеть в фантастическом триллере «Жена астронавта».
В середине 2000-х Дилан вместе с братом снимался в сериалах «Всё тип-топ, или Жизнь Зака и Коди» и «Ханна Монтана».
В период совместной работы с братом Дилан Спроус был трижды награждён (и много раз номинирован) премией «Kids' Choice Awards», как лучший телевизионный актёр.
Однако в 2011 году они объявили о перерыве в карьере и поступили в Нью-Йоркский университет, где Дилан выбрал в качестве специальности разработку и дизайн видеоигр. Как и у брата, у Дилана двойное гражданство (Италия/США).
После окончания университета оба брата вернулись к работе в кино, однако теперь стали сниматься в разных проектах. Дилан, кроме того, владеет баром и пивоваренным производством в Уильямсберге, Бруклин.
Первым фильмом, в котором Дилан после перерыва в карьере сыграл главную роль, была психологическая драма «Dismissed» (в русском переводе «Урок Окончен», 2017), посвящённая конфликту учителя с амбициозным и опасным учеником. Фильм в США сразу вышел на DVD, и не демонстрировался в кинотеатрах.
В 2018 году состоялась премьера короткометражной драмы «Карт Бланш» при участии актёра. Тогда же Дилан снялся в фильме «Турандот».
Дилан на протяжении многих лет является персонажем статей в американской популярной прессе. Фактически любое его действие, будь то совместное фото с братом в сети Instagram, участие в телешоу и даже фотография в новой футболке становится предметом отдельной статьи. Тем не менее, несмотря на статус популярной знаменитости, сам Дилан Спраус говорил в интервью (зимой 2017 года), что на новом этапе карьеры старается участвовать в создании независимого и выразительного кино.
В сентябре 2020 года в российский прокат вышел фильм «После. Глава 2», продолжение успешного «После». Фильмы основаны на серии романов Анны Тодд. Дилан исполнил в сиквеле роль коллеги по работе главной героини.
В марте 2022 года Дилан принял участие в съёмках клипа группы Carpenter Brut «The Widow Maker» в роли Брэта Хэлфорда.

## Личная жизнь
В 15 лет присоединился к германо-скандинавскому неоязыческому движению Heathenry.
С 2014 по 2017 год встречался с моделью Дайной Фразер.
С весны 2018 года Дилан состоит в отношениях с венгерской топ-моделью Барбарой Палвин. В июне 2023 года они сообщили о помолвке, а 15 июля поженились. Свадьба состоялась в Венгрии во владении родителей Барбары Арлекин Бирток.

## Фильмография
| Год       | Название                                | Оригинальное название                             | Роль                        | Примечания                                              |
| --------- | --------------------------------------- | ------------------------------------------------- | --------------------------- | ------------------------------------------------------- |
| 1993—1998 | Грейс в огне                            | Grace Under Fire                                  | Патрик Келли                | 72 эпизода                                              |
| 1998      | Безумное телевидение                    | Mad TV                                            | мальчик                     | 3.22, 4.1                                               |
| 1999      | Большой папа                            | Big Daddy                                         | Джулиан Макгрет             |                                                         |
| 1999      | Жена астронавта                         | The Astronaut’s Wife                              | близнец                     |                                                         |
| 2001      | Анатомия порока                         | Diary of a Sex Addict                             | Сэмми-младший               |                                                         |
| 2001      | Я видел, как мама целовала Санта Клауса | I Saw Mommy Kissing Santa Claus                   | Джастин Карвер              |                                                         |
| 2001      | Комната кошмаров                        | The Nightmare Room                                | Бадди                       | эпизод: «Scareful What You Wish For»                    |
| 2001      | Шоу 70-х                                | That '70s Show                                    | Бобби                       | эпизод: «Eric’s Depression»                             |
| 2002      | Мастер перевоплощения                   | The Master of Disguise                            | маленький Фисташио Дисгайзи |                                                         |
| 2002      | Восемь безумных ночей                   | Eight Crazy Nights                                | игрушка военного            | озвучка                                                 |
| 2003      |                                         | Apple Jack                                        | Джек Пайн                   | короткометражный фильм                                  |
| 2003      | Удар, еще удар                          | Just for Kicks                                    | Дилан Мартин                |                                                         |
| 2004      | Цыпочки                                 | The Heart Is Deceitful Above All Things           | 10-летний Иеремия           |                                                         |
| 2005      | Особо опасные                           | Piggy Bankss                                      | маленький Джон              |                                                         |
| 2005-2008 | Всё тип-топ, или Жизнь Зака и Коди      | The Suite Life of Zack & Cody                     | Зак Мартин                  | 87 эпизодов                                             |
| 2006      | Новая школа императора                  | The Emperor’s New School                          | Зам                         | озвучка; эпизод: «Oops, All Doodles/Chipmunky Business» |
| 2006      | Такая Рэйвен                            | That’s So Raven                                   | Зак Мартин                  | эпизод: «Checkin' Out»                                  |
| 2006      | Самое необычное Рождество Рыжика        | Holidaze: The Christmas That Almost Didn’t Happen | мальчик                     |                                                         |
| 2007      | Принц и нищий: Современная история      | A Modern Twain Story: The Prince and the Pauper   | Том Кенти                   |                                                         |
| 2008      | Снежная пятерка                         | Snow Buddies                                      | Шаста (озвучка)             |                                                         |
| 2008-2011 | Всё тип-топ, или Жизнь на борту         | The Suite Life on Deck                            | Зак Мартин                  | 71 эпизод                                               |
| 2009      | Короли Эпплтауна                        | The Kings of Appletown                            | Уилл                        |                                                         |
| 2009      | Волшебники из Вэйверли Плэйс            | Wizards of Waverly Place                          | Зак Мартин                  | эпизод: «Cast-Away (To Another Show)»                   |
| 2009      | Ханна Монтана                           | Hannah Montana                                    | Зак Мартин                  | эпизод: «Super(stitious) Girl»                          |
| 2010      | Кунг-фу Магу                            | Kung Fu Magoo                                     | Джастин Магу                | озвучка                                                 |
| 2017      |                                         | That High and Lonesome Sound                      |                             | короткометражный фильм                                  |
| 2017      | Урок окончен                            | Dismissed                                         | Лукас Уорд                  |                                                         |
| 2018      | Карт-бланш                              | Carte Blanche                                     | Гидеон Блэк                 |                                                         |
| 2020      | После. Глава 2                          | After We Collided                                 | Тревор Мэттьюс              |                                                         |
| 2023      | Моё прекрасное несчастье                | Beautiful Disaster                                | Трэвис Мэддокс              |                                                         |
| 2024      | Моя прекрасная свадьба                  | Beautiful Wedding                                 | Трэвис Мэддокс              |                                                         |

## Награды и номинации
| Награды и номинации                 | Награды и номинации | Награды и номинации                                                          | Награды и номинации                | Награды и номинации | Награды и номинации |
| Награда                             | Год                 | Категория                                                                    | Номинант                           | Результат           | Прим.               |
| ----------------------------------- | ------------------- | ---------------------------------------------------------------------------- | ---------------------------------- | ------------------- | ------------------- |
| YoungStar Awards                    | 1999                | Лучший молодой актёр в комедийном фильме                                     | Большой папа                       | Номинация           | [ 20 ]              |
| MTV Movie & TV Awards               | 2000                | Лучший экранный дуэт                                                         | Большой папа                       | Номинация           | [ 21 ]              |
| Blockbuster Entertainment Awards    | 2000                | Лучший актёр второго плана — комедия                                         | Большой папа                       | Номинация           | [ 22 ]              |
| Молодой актёр                       | 2000                | Лучшая прорыв в полнометражном фильме — актёр в возрасте десяти лет и меньше | Большой папа                       | Номинация           | [ 23 ]              |
| Молодой актёр                       | 2006                | Лучший молодой актёр телесериала — комедия или драма                         | Всё тип-топ, или Жизнь Зака и Коди | Номинация           | [ 24 ]              |
| Kids' Choice Awards                 | 2007                | Лучший телевизионный актёр                                                   | Всё тип-топ, или Жизнь Зака и Коди | Номинация           | [ 25 ]              |
| Молодой актёр                       | 2007                | Лучший телевизионный прорыв комедия или драма                                | Всё тип-топ, или Жизнь Зака и Коди | Номинация           | [ 26 ]              |
| Kids' Choice Awards                 | 2008                | Лучший телевизионный актёр                                                   | Всё тип-топ, или Жизнь Зака и Коди | Номинация           | [ 27 ]              |
| Popstar Magazine’s Poptastic Awards | 2008                | Лучший телевизионный актёр                                                   | Всё тип-топ, или Жизнь Зака и Коди | Номинация           |                     |
| Kids' Choice Awards                 | 2009                | Лучший телевизионный актёр                                                   | Всё тип-топ, или Жизнь Зака и Коди | Победа              | [ 28 ]              |
| Popstar Magazine’s Poptastic Awards | 2009                | Лучший телевизионный актёр                                                   | Всё тип-топ, или Жизнь Зака и Коди | Номинация           |                     |
| Kids' Choice Awards                 | 2010                | Лучший телевизионный актёр                                                   | Всё тип-топ, или Жизнь Зака и Коди | Победа              | [ 29 ]              |
| Kids' Choice Awards                 | 2011                | Лучший телевизионный актёр                                                   | Всё тип-топ, или Жизнь Зака и Коди | Победа              | [ 30 ]              |